# الحنافات (أولاد اشبانة)
الحنافات هو دُوَّار يقع بجماعة أولاد شبانة، إقليم سطات، جهة الدار البيضاء سطات في المملكة المغربية. ينتمي الدوّار لمشيخة أولاد اشبانة التي تضم 7 دواوير. يقدر عدد سكانه بـ 558 نسمة حسب الإحصاء الرسمي للسكان والسكنى لسنة 2004.

## روابط خارجية
- البوابة الوطنية للجماعات الترابية
- المندوبية السامية للتخطيط